# Max Maksymilian Jensen

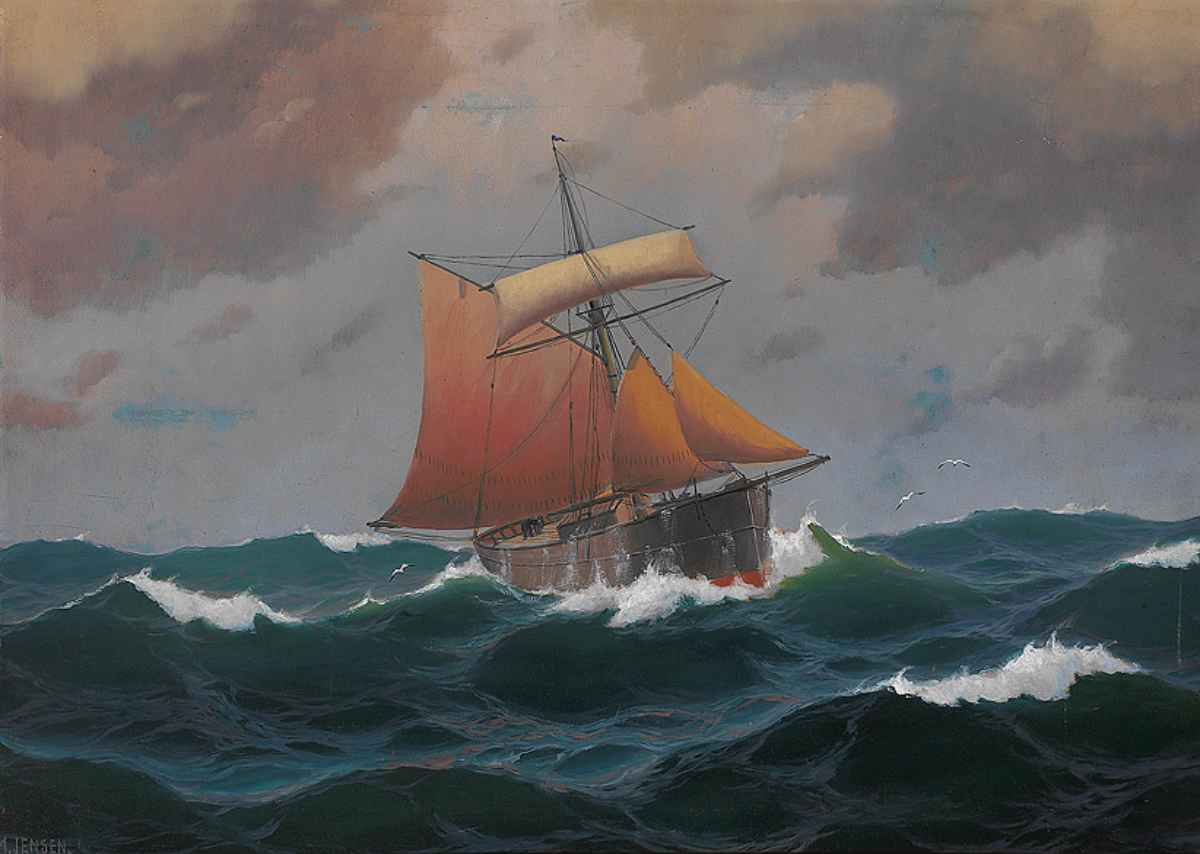
Obraz Szkuner na wzburzonym morzu 1880

Max Maksymilian Jensen (ur. 1860 w Berlinie, zm. 1908 tamże) – niemiecki malarz marynista.
Max Jensen ukończył berlińską Akademię Sztuki. Studiował też w Düsseldorfskiej Akademii Sztuki. Swoje prace wystawiał w Niemczech, Danii i Holandii. Sukces odniosła jego wystawa w Hamburgu w 1887 i 1888 roku. W roku 1888 został uznany za jednego z najbardziej obiecujących malarzy marynistów młodego pokolenia. Żył i tworzył w Berlinie, skąd często wyjeżdżał w plener nad Morze Północne i Bałtyk. Tematem jego obrazów najczęściej jest wzburzone morze, mewy krążące nad falami, porty i wszystko co jest związane z tematyką morską. Wiele jego obrazów zaginęło podczas wojny. Ocalałe znajdują się w kolekcjach prywatnych, jak i też czasem pojawiają się na aukcjach.